# Marino Ayerra
Marino Ayerra Redín (Lumbier, Navarra, 8 de mayo de 1903 - Caguazú, Buenos Aires, 11 de enero de 1988) fue un traductor y sacerdote secularizado español, que se exilió a Hispanoamérica tras el fin de la Guerra Civil.

## Biografía
Fue ordenado sacerdote en 1928. Prosiguió los estudios de Teología, obteniendo el grado de Doctor y obteniendo el Premio Ansoleaga de la ciudad de Pamplona al mejor estudiante. Como sacerdote, fue coadjutor en San Adrián y Cáseda, profesor en el Seminario conciliar de Pamplona, coadjutor en la parroquia de San Nicolás de Pamplona y finalmente cura ecónomo en Alsasua entre 1936 y 1939, donde fue testigo de la represión que se abatió sobre Navarra durante la Guerra Civil. Al terminar la guerra, y en profundo desacuerdo con la situación política española, solicitó continuar su ministerio en Uruguay. Allí, en la ciudad de Salto, permaneció unos meses hasta que en 1940 solicitó la secularización y se trasladó a Argentina.
En Argentina se ganó la vida como traductor y escribió un único libro, No me avergoncé del Evangelio (desde mi parroquia) publicado en Buenos Aires por la editorial Periplo en 1958. El libro, en el que describía la represión en Navarra durante la Guerra Civil, fue un gran éxito de ventas y tuvo al menos tres ediciones:

Nos hallábamos por toda Navarra [...] en el régimen planificado y sistematizado del pánico; en la ruda labor de previa e indispensable roturación del terreno para las grandes siembras del resurgimiento de España; en la obra, en fin, de concienzudo y completo exterminio de la oposición en los de arriba, y de fría adaptación obligada por el terror en la tierra roturada y desmenuzada de la pobre gente de abajo.
No me avergüenzo del Evangelio, pg. 51. Citado en La terapia represiva como defensa de la España conservadora (1934-1945)

El libro también se mostraba muy crítico con la Iglesia Católica, a la que acusa de legitimadora de la Guerra y posterior dictadura, y de falta de coherencia:

[La Iglesia] debe abandonar de una vez y para siempre la frivolidad de sus coqueteos mundanos con los grandes y poderosos, y restituirse y reducirse, al fin, a su función sobrenatural y única de representante y continuadora humilde y desinteresada de Cristo.

El libro constituye una de las fuentes primarias más importantes para la descripción del papel interpretado por la Iglesia Católica en Navarra durante la Guerra Civil y sobre la represión en dichos años, siendo una fuente profusamente utilizada por autores como José María Jimeno Jurío, en su libro La Guerra Civil en Navarra (1936-39), que recopila los artículos del autor sobre el tema escritos y publicados en prensa durante la Transición; o Julián Casanova, que lo utiliza en su libro La Iglesia de Franco. En 2002, la editorial navarra Mintzoa publicó de nuevo el libro de Ayerra con el título ¡Malditos seáis! No me avergoncé del evangelio.
Su sobrina y cineasta Helena Taberna ha llevado al cine su experiencia durante la Guerra Civil en su tercera película titulada "La buena nueva" que se estrenó en 2008.